# Трпинець
Трпинець (словац. Trpinec) — річка в Словаччині; права притока Літави довжиною 15.5 км. Протікає в окрузі Крупіна.
Витікає в масиві Крупінська-Планина на висоті 640 метрів. Протікає територією сіл Сєноград і Трпін.
Впадає в Літаву на висоті 265 метрів.